# Paraphysoclypeus nigropleura
Paraphysoclypeus nigropleura är en tvåvingeart som beskrevs av Papp och Silva 1995. Paraphysoclypeus nigropleura ingår i släktet Paraphysoclypeus och familjen lövflugor.
Artens utbredningsområde är Peru. Inga underarter finns listade i Catalogue of Life.